# Ibn 'Arabi

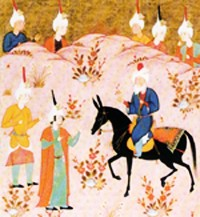
Ibn ' Arabi till häst med två lärjungar

Ibn 'Arabi, född 1165, död 1240, var en sufimästare, diktare och författare till en rad berömda traktat om islams esoteriska aspekter. Hans fullständiga namn är Abū abd-Allah Muhammad ibn al-`Arabi Altaie  (أبو عبد الله محمد بن علي بن محمد بن العربي الحاتمي الطائي).

## Liv
Ibn 'Arabi föddes i en välbärgad familj i den sydspanska staden Murcia. Vid åtta års ålder började han studera de traditionella islamiska vetenskaperna i Sevilla. Han visade tidigt en förkärlek för islams mystik, sufismen och invigdes i sufismens hemligheter av två kvinnliga mästare, Jasmin från Marchena och Fatima från Córdoba. När Ibn 'Arabi avslutat sin formella skolning i sina hemtrakter gav han sig iväg österut sökande efter sanningen. Han nådde Mecka 1202 där han mottogs av en persisk adelsfamilj från Isfahan. Ibn 'Arabi fängslades av Nizam, dottern i familjen, som han träffade för första gången en natt vid den heliga kaba. I sin diktsamling Tarjuman a-Ashwaq hyllar han hennes sällsynta skönhet och vishet. 
Ibn 'Arabis vistelse i Mecka var begynnelsen på ett enormt litterärt skapande som kom till tack vare hans sällsynta kontemplativa skarpsinne och intellektuella klarsynthet. Under sina resor i Nordafrika och Främre Asien besökte han staden gång på gång och mottog andlig vägledning. Den störste mästaren (al-shaikh al-akbar), som han kom att kallas av muslimska mystiker, avled i 1240 Damaskus där han finns begravd än idag.

## Verk
Ibn 'Arabi är författare till mer än 500 titlar men han är i huvudsak berömd för sina två lysande mystiska traktater Futuhat al-makkiya (Meckanska erövringar) och Fusus al-hikam (Vishetens ädelstenar) som enligt traditionen skänktes honom av profeten Muhammed i en dröm. Fusus al-hikam kan sägas rymma kärnan i hans esoteriska undervisning och dess inflytande på islamisk mystik är omätligt. Målaren Ivan Aguéli och poeten Gunnar Ekelöf är några av de många svenska författare som inspirerats av Ibn 'Arabis mystik. Torbjörn Säfve har skrivit en skönlitterär skildring av Ibn 'Arabis liv som heter Var inte rädd.

## Ibn 'Arabi på svenska
- Muhyiddin ibn `Arabi : en minnesbok, 1998, ISBN 91-88992-19-5, redigerad av Stephen Hirtenstein och Michael Tiernan (Alhambra)
- Fakhr al-din Araqi, Gnistornas bok, 2005, ISBN 91-85503-00-2. Denna bok är en kommentar till Ibn Arabis Fusus al-hikam och ger en presentation av Ibn 'Arabis liv i inledningen.